# Caridad Mercader
Eustacia María Caridad del Río Hernández (Santiago de Cuba, 29 de marzo de 1892 - París, 1975), más conocida como Caridad del Río, Caridad Mercader o Caritat Mercader —por el apellido de su marido—, fue una militante comunista española y agente del NKVD soviético. Es especialmente conocida por ser la madre de Ramón Mercader, el asesino de León Trotski, y por haber participado personalmente en la operación.
Caridad Mercader pertenecía a una familia acomodada, de origen indiano, de la Barcelona de principios del siglo XX. Se casó joven con Pablo Mercader, miembro de la burguesía fabril barcelonesa, de quien tomó el apellido, y con el que tuvo cinco hijos. Tras el fin de su matrimonio con Pablo Mercader se alejó de su familia y dio la espalda a su clase social. Frecuentó círculos anarquistas y finalmente se adhirió al ideario comunista. Participó en los combates para sofocar la sublevación militar en Barcelona y se unió a las columnas que partieron hacia Aragón, donde resultó herida, por lo que tuvo que volver a la retaguardia.
En las filas del PSUC, alcanzó cierta notoriedad (fue presentada como la «Pasionaria catalana»). A finales de 1936 encabezó una misión propagandística en México y posteriormente se convirtió en agente del NKVD en España. Su hijo Ramón, también miembro del PSUC y oficial en el ejército republicano, fue igualmente captado por el espionaje soviético durante la guerra —probablemente con la intervención de su madre— y entrenado para eliminar a León Trotski, exiliado en México. Caridad, quien se había instalado en París en algún momento de 1937, también participó en la operación, pero cuando Ramón fue detenido tras asesinar a Trotski, ella logró salir de México y llegar a la Unión Soviética, donde fue recibida con honores. Allí participó activamente en los conflictos entre las distintas facciones del comunismo español exiliado.
En 1944 consiguió un permiso para salir del país con el objetivo de lograr la liberación de su hijo. Pero contraviniendo las condiciones acordadas, viajó a México, donde se llevaba a cabo una operación encubierta para conseguir que Ramón Mercader huyese de la cárcel. La presencia de Caridad Mercader fue contraproducente, pues las autoridades mexicanas endurecieron las condiciones penitenciarias de Ramón y los soviéticos abandonaron su operación, sin conseguir sacarle de la cárcel. Ramón nunca perdonó la interferencia de su madre.
Tras el fracaso de la operación, Caridad se estableció en París, gozando de una pensión soviética. Viajaba ocasionalmente a la Unión Soviética para visitar a sus hijos, Luis y Ramón, quien se había establecido allí tras cumplir su condena en México. Murió en la capital francesa en 1975.

## Biografía

### Primeros años
Nació en Santiago de Cuba en 1892 en el seno de una familia acaudalada. Su padre, Ramón del Río, era de origen santanderino, pero cuando la familia decidió volver a España, unos años antes de la independencia cubana, se asentaron en Barcelona, donde se integraron en la élite social de la ciudad. Caridad tuvo, al menos, dos hermanos. Aunque ella posteriormente afirmó que su padre había sido gobernador de Santiago así como el primer plantador que había liberado a sus esclavos en la isla antillana, nada de ello es cierto; tampoco su madre, en contra de lo narrado por Caridad, habría simpatizado con los independentistas cubanos.
Caridad estudió en el colegio religioso del Sagrado Corazón de Sarriá, pasando temporadas también en los centros que la congregación católica tenía en París y en Londres. Gracias a ello, hablaba perfectamente francés e inglés. Al parecer, durante su adolescencia sintió la llamada de la vocación religiosa, aunque no llegó a decantarse por ella.
Con apenas dieciséis años, el 13 de junio de 1908 la prensa de Barcelona anunciaba el enlace de Caridad del Río con Pablo Mercader Marina, siete años mayor que ella e integrante de una próspera familia del negocio textil. Su padre, Narciso Mercader Sacanella, había comenzado el negocio con una fábrica en Badalona, ampliándolo mediante el establecimiento en Barcelona de varias factorías más. Se trataba de un enlace que unía a dos familias adineradas de la burguesía barcelonesa. Ambos prometidos montaban a caballo y, según afirmó Caridad misma posteriormente, se enamoró de Pablo Mercader por su maestría como jinete. El 7 de enero de 1911 se celebró la boda. Mercader tenía un carácter afable, políticamente se alineaba con el nacionalismo conservador catalán y había sido miembro del somatén. En esa época, Caridad «era una hermosa adolescente de rostro redondo y facciones agradables con una mirada dulce [...] de unos ojos verdes que siempre fueron el rasgo más distintivo de su fisonomía». El matrimonio se estableció en la calle Illas i Vidal, en el barrio de clase alta de San Gervasio de Cassolas. La joven esposa adoptó el apellido de su marido y sería conocida a partir de entonces como Caridad, o Caritat, Mercader. La pareja tuvo cinco hijos: Jorge (n. 1911), Ramón (n. 1913), Montserrat (n. 1914), Pablo (n. 1915) y Luis (n. 1923). Poco después del nacimiento de Pablo, Jorge enfermó de poliomielitis y sufrió la parálisis de ambas piernas.

### Ruptura del matrimonio y traslado a Francia
El matrimonio no fue feliz y, tras los primeros años de convivencia, comenzó a naufragar. Pablo Mercader, aparentemente un devoto padre de familia, en la intimidad mostraba, según su esposa, algunas aficiones sexuales poco convencionales. Tal como describió su hijo Luis en el documental Asaltar los cielos, Caridad le había contado que su marido la llevaba a burdeles para incitarla a nuevas experiencias sexuales. Allí, la habría forzado a observar a través de mirillas ocultas en los tabiques de las habitaciones los encuentros sexuales entre las prostitutas y sus clientes. Estos episodios habrían originado en Caridad un profundo desprecio hacia su marido, pero también hacia su clase social.
A principios de la década de 1920, Caridad, que hasta entonces había vivido según las convenciones de su círculo social, comenzó a mostrar una actitud poco acorde con los usos burgueses. Según el periodista y escritor Gregorio Luri —que recoge lo relatado por Isaac Don Levine—, Caridad empezó a tomar clases de pintura con el artista valenciano Vicente Borrás y Abella, en cuyo estudio pudo establecer contacto con intelectuales y bohemios. Comenzó así su transformación personal y, poco a poco, Caridad empezó a frecuentar ambientes marginales y a consumir morfina —según su hijo Ramón, Caridad fue secretamente adicta a los opiáceos durante muchos años—. En pleno auge del pistolerismo en Barcelona, Caridad frecuentó círculos anarquistas, llegando incluso a proporcionarles información con la que atentar contra los intereses empresariales de los Mercader. Dado que su hermano, José del Río, era juez municipal y conocía qué magistrados se encargaban de una causa concreta, Caridad les comunicaba a los anarquistas la identidad de los jueces que llevaban cada proceso por actos terroristas contra sus correligionarios. Estos a su vez usaban la información para amenazar a dichos magistrados y conseguir la libertad de los encausados. En la misma época comenzó el deterioro de la posición económica del matrimonio, lo que pudo influir también en la metamorfosis de Caridad. Cuando en 1921 murió el patriarca de la familia Mercader, su primogénito, Juan, el hereu, quedó al frente de las empresas familiares. Sin embargo, su administración fue ruinosa, el negocio se fue a pique y finalmente huyó con su familia a Argentina. El resto de la familia Mercader quedó en una posición económica precaria, y el matrimonio Mercader-Del Río tuvo que mudarse a un piso más modesto en la calle Ancha, en el Barrio Gótico, junto a la basílica de la Merced. Según el periodista e investigador Javier Juárez, Caridad tuvo que ponerse a dar clases para contribuir al sustento de la economía familiar y fue eso —y no su relación con el estudio de Borrás y Abella— lo que hizo que comenzara a relacionarse con ambientes muy distintos a los de su clase social. Pablo Mercader trabajaba de contable, sobre todo para pequeñas empresas editoriales.

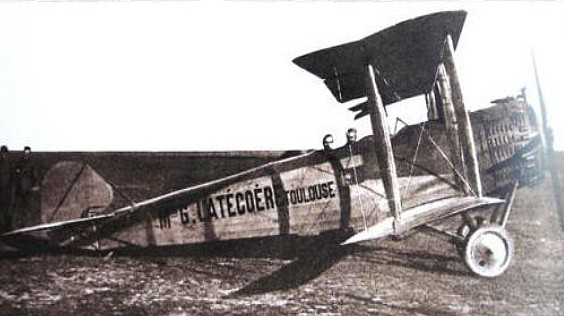
Avión de las Lignes Aeriennes Latécoère en 1919. Caridad Mercader estableció una relación sentimental en la década de 1920 con Louis Delrieu, piloto de la línea de Latécoère entre París y Toulouse. Caridad y sus hijos fueron a vivir a Francia con Delrieu.

Otro factor que contribuyó al fin de su matrimonio fue la relación que Caridad estableció con el aviador francés Louis Delrieu —la identidad del aviador fue postulada en 2013 por Gregorio Luri—. Delrieu, que pilotaba regularmente en la línea de Latécoère entre Casablanca y Toulouse, tuvo que realizar un aterrizaje de emergencia cerca de Alicante, en 1919. Casualmente Caridad se encontraba en una propiedad familiar en la misma zona pasando una temporada. Louis y Caridad se enamoraron: «Era joven, elegante y caballeroso, y estaba envuelto en la aureola mítica de heroísmo que acompañaba a los pioneros de la aviación». Se convirtieron en amantes, si bien no se sabe con exactitud cuándo —Delrieu incluso fue el padrino del hijo menor de Caridad, Luis, que nació en 1923; de hecho, se llegó a rumorear que Delrieu era el verdadero padre de Luis—. Un escritor antiestalinista como Julián Gorkin atribuyó el viraje personal e ideológico de Caridad a su relación con este aviador —«sostuvo relaciones con un piloto aviador, militante comunista, que le contagió su fanatismo»—. Sin embargo, según Luis, su padrino, al que no identificó por su nombre, había sido miembro de la Croix-de-feu —una organización fascista francesa, fundada en 1927—.
Todos estos escándalos llevaron a las familias Del Río y Mercader a tomar medidas drásticas —según el testimonio de Caridad, se había descubierto su implicación en atentados anarquistas y se enfrentaba a la posibilidad de ser encarcelada—. Una noche de 1923, enfermeros del Manicomio de la Nueva Belén de Sant Gervasi, acompañados por los hermanos de Caridad, entraron en su casa, le pusieron una camisa de fuerza y la ingresaron. Su marido y sus hermanos consideraron preferible que se la creyese loca a que acabase en prisión. Allí estuvo tres meses incomunicada, sometida a un tratamiento extraordinariamente agresivo, con frecuentes duchas de agua fría y sesiones de electrochoque. «Creí realmente que allí me volvería loca», le confesó tiempo después Caridad a su hijo Luis. Nunca perdonó a su familia esta experiencia traumática y, a partir de entonces, se consideró desligada de cualquier compromiso con su familia o clase social. Cuando logró salir de la institución psiquiátrica —Caridad le contaría a su hijo Luis, que fueron sus amigos anarquistas los que, tras averiguar dónde se encontraba, enviaron a su marido y a sus hermanos amenazas de muerte en caso de que no la dejasen salir de la institución mental, a lo que finalmente accedieron— decidió cambiar radicalmente de vida y cortar toda relación con su familia. En alguna fecha entre 1924 y 1925, se llevó a sus cinco hijos y se fue con Delrieu a la localidad francesa de Dax, en Las Landas. Allí vivió felizmente con su amante hasta 1928, cuando este decidió poner fin a la relación. Poco después de trasladarse a Toulouse, donde regentó un restaurante, Caridad intentó suicidarse. Al ser avisado, el aún legalmente marido de Caridad, Pablo Mercader, viajó a la ciudad francesa y se hizo cargo de Montserrat, Pablo y Luis, los tres hijos más pequeños. Los cuatro volvieron a Barcelona, donde los tres niños fueron escolarizados en internados religiosos, debido fundamentalmente a la modesta situación económica de Pablo Mercader. Jorge y Ramón se quedaron en Toulouse, en cuya Escuela de Hostelería estudiaban, el primero para jefe de cocina, el segundo para maitre de hotel.

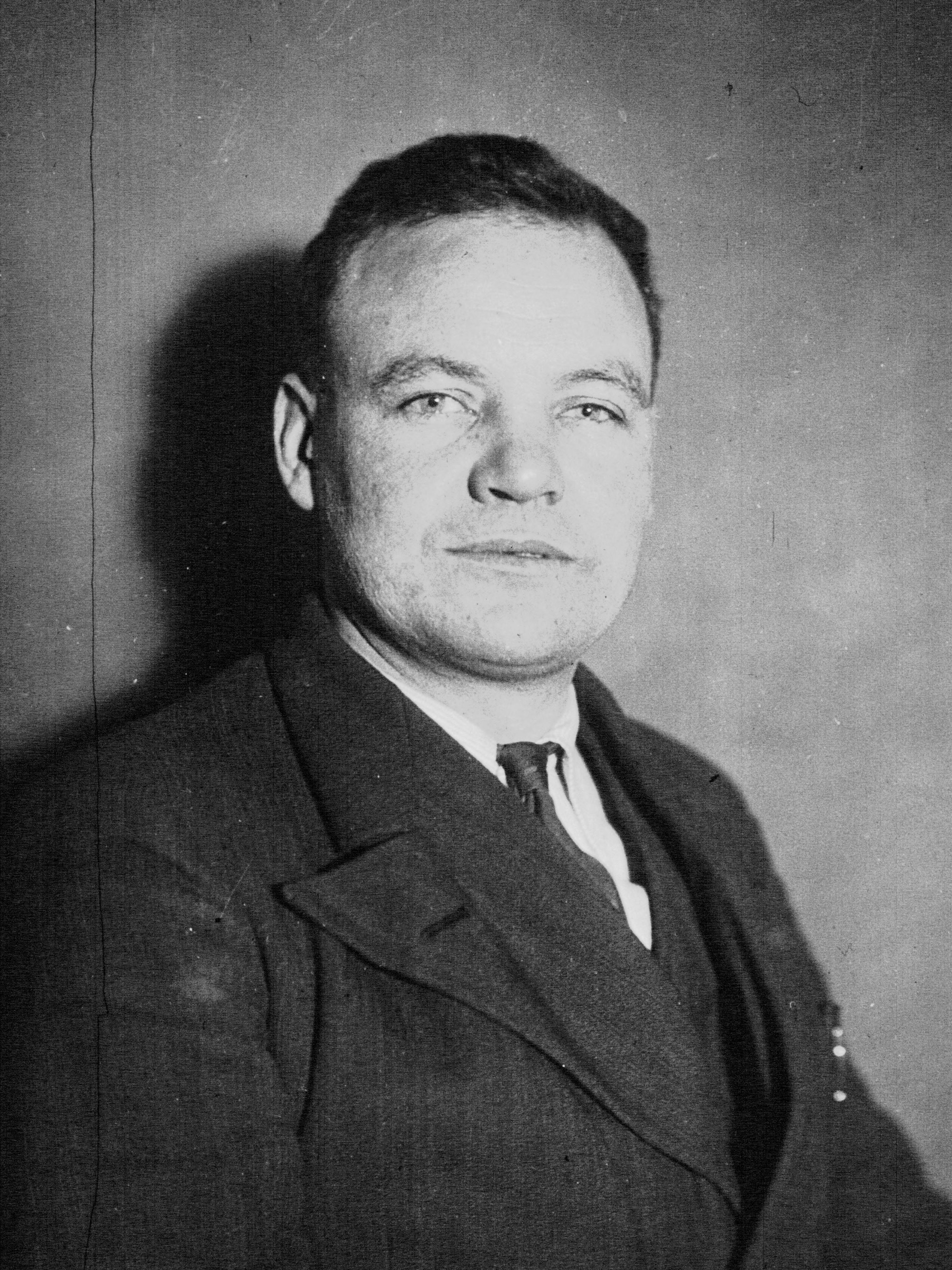
Maurice Thorez, secretario general del Partido Comunista Francés, en 1932. Según Isaac Don Levine, durante su estancia en Francia en la década de 1930, Caridad Mercader habría sido su amante.

Una vez recuperada, Caridad se fue a vivir a París, en donde se afilió a la agrupación del Partido Socialista francés (Sección Francesa de la Internacional Obrera, SFIO) del distrito XV. Esa agrupación estaba situada bastante a la izquierda del partido y era dirigida por Marceau Pivert, que en 1935 formaría una corriente de opinión en el SFIO (Gauche révolutionnaire), la cual se escindiría más tarde y se aproximaría al trotskismo. Existe una foto de 1928 en la que aparece Caridad Mercader en una excursión campestre junto a varios correligionarios de la SFIO, entre los que se encontraban el propio Pivert y su hija Jacqueline. Hay versiones que postulan que fue ya en esta época cuando Caridad entró en contacto con el espionaje soviético —Gorkin afirma que fue en una fecha tan temprana como 1928, según el testimonio de «un antiguo agregado cultural de la embajada soviética en París»—. También podría haber conocido en esta época a Leonid Eitingon, oficial de inteligencia soviético, que sería el que la reclutaría posteriormente. Eitingon habría estado en China, Francia y Alemania antes de ser destinado a España. Mary Key-Wilmers, en su biografía de varios miembros de la familia Eitingon publicada en 2012, no ofreció datos de Eitingon entre su salida de Estambul —siguiente destino tras China— en 1931 y su llegada a España en 1936. Pável Sudoplátov, en su recuento de sus actividades dentro del NKVD que publicó en la década de 1990, Special Tasks («Tareas especiales», sin traducción al castellano), solo cita que a principios de la década de 1930, Eitingon, tras su estancia en China, fue destinado a Estados Unidos y que, cuando regresó a la Unión Soviética, obtuvo un puesto directivo en el NKVD. En todo caso, a principios de la década de los treinta, Caridad se había acercado al Partido Comunista Francés (PCF) y, según Levine, actuaba como correo de la Internacional Comunista y, quizá, del NKVD. Levine sostuvo que Caridad disfrutaba contando a sus más cercanos cómo Maurice Thorez —secretario general del PCF—, Jacques Duclos y otros dirigentes comunistas franceses se comportaban en la cama. También en esa misma época, aproximadamente en 1930, Monterrat se escapó del internado en el que estudiaba en Barcelona y se fue a vivir con su madre a Francia. Ingresó en el PCF y allí conoció a André Marty, de quien sería secretaría posteriormente, durante la Guerra Civil Española.
Al proclamarse la República en España, en 1931, Ramón volvió a Barcelona, donde logró un empleo en el hotel Ritz. Durante este periodo, Ramón fue ya militante comunista —tal como le contó a su hermano Luis, en 1935, a la vuelta a España de su madre, era un comunista convencido desde hacía varios años—. Tanto sus hermanos, Jorge y Montserrat, como su madre, permanecieron en Francia —su otro hijo, Luis, rememoró como durante toda su estancia en un internado en Barcelona, desde los cinco a los once años, recibió una sola visita de Caridad, acompañada de Ramón; Jorge no volvió a España, y Luis no le volvió a ver hasta su traslado a Francia en 1937—. Por su parte, Caridad tuvo problemas con la policía francesa, que le prohibió residir en París, por lo que se trasladó a los alrededores de Burdeos. En 1935 fue detenida y, según le contó a Luis, los policías le propinaron una brutal paliza, fruto de la cual perdió la visión durante quince días. A continuación fue expulsada del país. En junio de 1935, Ramón fue detenido por su militancia comunista.

### Retorno a Barcelona y participación en la Guerra Civil Española
Tras ser expulsada de Francia, Caridad se instaló en Barcelona e ingresó en el Partido Comunista de Cataluña (PCC), la minúscula rama catalana del PCE, en el que ya militaba su hijo Ramón. Participó en el proceso de confluencia de casi todos los partidos obreros catalanes que dio lugar al Partit Socialista Unificat de Catalunya (PSUC), y a principios de julio de 1936 fue designada por el PCC, junto con Pere Ardiaca, miembro de la redacción de Treball, que sería el órgano de expresión del nuevo partido. En la misma época, a mediados de 1936, Caridad formaba parte de la secretaría de los Servicios de Prensa de la Olimpiada Popular, el evento multideportivo que iba a celebrarse en julio de ese año en Barcelona como respuesta a los Juegos Olímpicos de Berlín. Luis dijo que durante aquella época, en la que vivía con su padre, veía raramente a Caridad.
En la madrugada del 18 al 19 de julio de 1936 se produjo la sublevación de la guarnición barcelonesa. Caridad participó activamente en los combates contra las tropas alzadas, sobre todo en el asalto a la Capitanía General de Barcelona, donde se encontraba el líder de los sublevados en Barcelona, llegado desde Palma de Mallorca pocas horas antes, el general Goded. Al parecer, fue Caridad Mercader quien convenció a los milicianos, tras la rendición del militar, al atardecer del día 19, de que se lo condujese ante el presidente de la Generalitat, Lluís Companys, en lugar de ejecutarlo allí mismo —una vez ante el presidente, Goded aceptó radiar un mensaje reconociendo el fracaso de la sublevación en Cataluña y pidiendo a los que aún resistían que se rindieran—. El protagonismo de Caridad Mercader en el episodio fue narrado por el periodista francés André Jacquelin en su obra Espagne et liberté: le second Munich (1939): «A su alrededor [del general Goded] se agruparon milicianos y milicianas, y de entre estas últimas hay que destacar el ejemplo de la Louise Michel [catalana], de nombre real Caridas [sic] Mercader, con la ropa hecha jirones pero sublime en su ardiente fe. A riesgo de su vida había salvado de la masacre al famoso general rebelde Goddet [sic] (Gobernador de Barcelona) para entregarlo vivo al tribunal del pueblo» —la historia apareció también publicada el 26 de julio en La Dèpêche de Toulouse—.

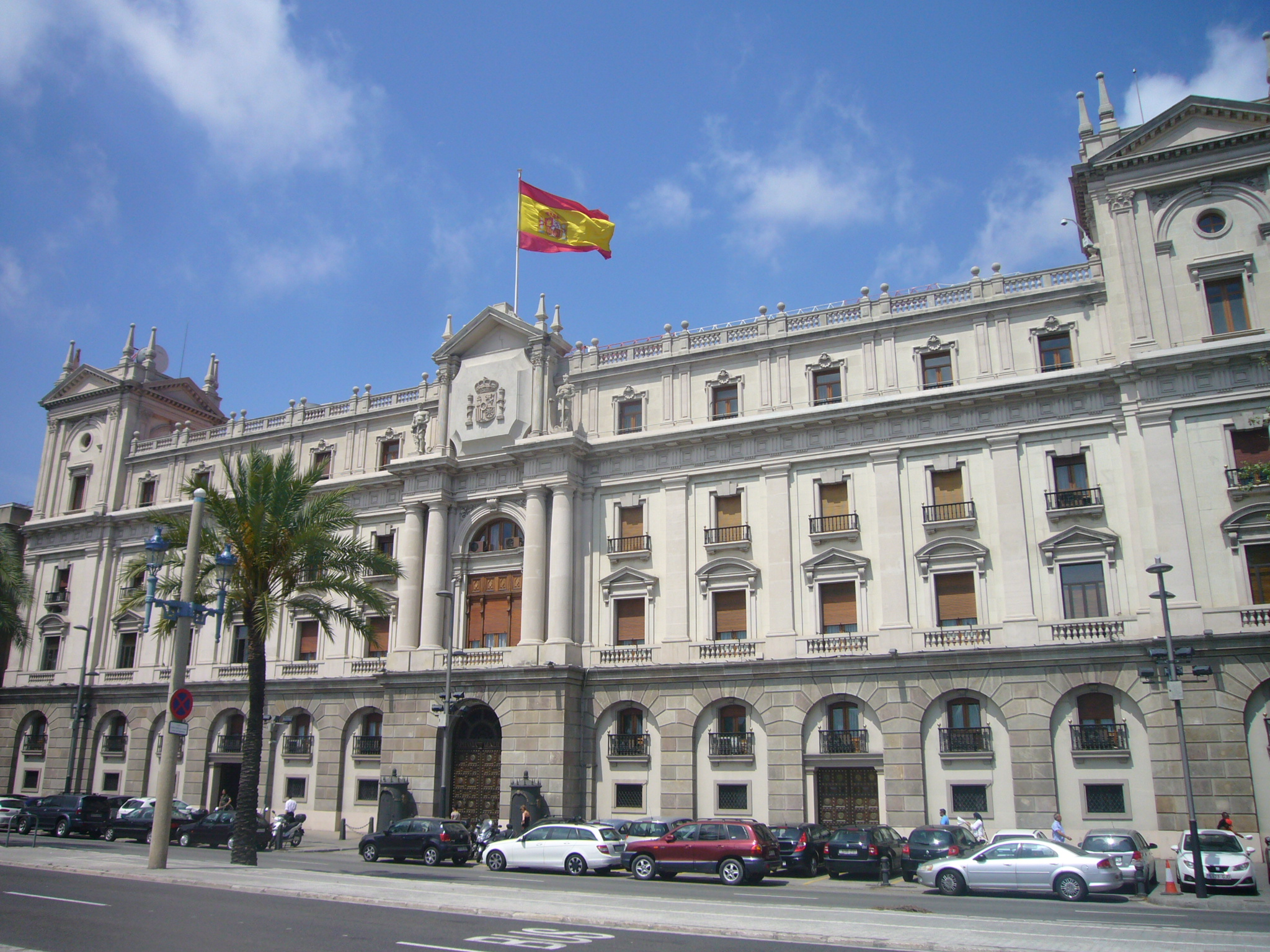
Fachada del edificio de la Capitanía General en el paseo de Colón de Barcelona, en donde se atrincheró el general Goded. Tras su rendición, Caridad Mercader persuadió a los milicianos para que respetasen su vida y lo entregasen al presidente de la Generalitat, Companys.

Tras el fracaso del alzamiento en Barcelona, se involucró activamente en la organización de las primeras columnas que se formaron en la ciudad para reducir a los sublevados. Existen discrepancias en las fuentes acerca de la adscripción de Caridad Mercader: según varias fuentes, partió hacia el frente de Aragón en la columna dirigida por Durruti y Pérez Farrás —la columna Durruti—, aunque es posible también que se tratase de la Trueba-Del Barrio, formada por milicianos comunistas. Sus hijos Ramón y Pablo se unieron también a la columna de su madre en tanto que su hija Montserrat y su yerno, Jacques Dudouyt, llegaron a España como voluntarios —Montserrat trabajó como secretaría de André Marty, que dirigía con mano de hierro las Brigadas Internacionales—. Pocos días después, Caridad resultó gravemente herida en un ataque aéreo —algunas fuentes afirman que fue en Tardienta, donde operaba la columna Carlos Marx, en tanto que otras sugieren Bujaraloz, perteneciente al sector de la columna Durruti—. La metralla le produjo once heridas, algunas de ellas bastante graves, por lo que tuvo que ser evacuada a Lérida, donde fue operada y curó de sus heridas. Aunque se recuperó casi completamente, le quedaron algunas secuelas crónicas, como una dolencia intestinal. Ocho semanas después de resultar herida en el frente, Caridad salió del hospital.
La propaganda comunista se empleó a fondo para convertirla en el modelo de las combatientes antifascistas catalanas, aludiendo a ella como «la Pasionaria catalana» o «la Pasionaria de Cataluña». Así, en su número del 1 de septiembre, Treball, el órgano oficial del PSUC, puso a Caridad Mercader como ejemplo de las voluntarias que se habían unido a las milicias debido a su compromiso político y no por frivolidad: «Mercader está tan lejos de ser la bulliciosa joven que se viste con un mono por razones que nadie puede entender como de la que aparece hoy en día en las páginas ilustradas de ciertas revistas siempre sensacionalistas e incluso a veces amarillistas». Prueba de su prestigio fue la obra del escritor y revolucionario cubano Juan Marinello, que conoció a Caridad Mercader en 1937. Este dedicó uno de los capítulos de su obra Momento español, que recopilaba artículos sobre la Guerra Civil Española escritos en 1937, a Caridad Mercader, con grandes exageraciones y elogios: «Anarquista muchos años, practicadora de la acción directa como única acción, adoradora del atentado y feligrés de la bomba, llegó al marxismo por una lenta y firme convicción. Cuando encontró la verdad, se entró en ella con pasión carnal. [...] Lo que ha hecho la mujer por la libertad del mundo en tierras españolas no cabría en la más amplia antología del heroísmo [...]. Lo más asombroso es la tranquila decisión con que marcha a la muerte segura. Son incontables los casos de mujeres andando, conscientes, hacia el sacrificio final sin una vacilación, sin un temblor, sin un gesto, sin una queja [...]».
No volvió al frente, sino que se encargó de encabezar una misión propagandística enviada por la Generalidad de Cataluña, el PSUC y el Comité de Milicias Antifascistas de Cataluña a México y Estados Unidos en la que también se pretendía adquirir armas. La expedición embarcó el 18 de septiembre de 1936 en el puerto de Barcelona. La acompañaban, entre otros militantes comunistas, su hija Montserrat, así como Lena Imbert, maestra, militante comunista y novia de su hijo Ramón, que ejercía como su secretaria. El barco en el que viajaban, el Manuel Arnús, llegó a La Habana el 25 de octubre. Allí, la oficialidad desertó, pasándose al bando sublevado, en tanto que los integrantes de la expedición fueron detenidos por las autoridades cubanas, hostiles a la República española. Gracias a las gestiones del gobierno mexicano, pudieron llegar a este país, a bordo de un buque de guerra de la misma nacionalidad. Los miembros de la expedición llegaron a Veracruz el 10 de noviembre y fueron recibidos por el presidente Lázaro Cárdenas y por su esposa. El 17 del mismo mes, Caridad y otros dos miembros de la misión intervinieron ante la Cámara de Diputados mexicana.

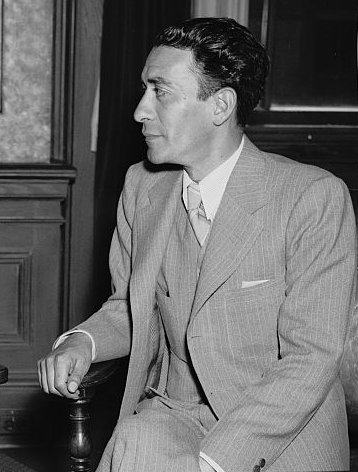
Vicente Lombardo Toledano, secretario general de la Confederación de Trabajadores de México, y colaborador de la NKVD según los documentos desclasificados del proyecto Venona, fue uno de los anfitriones de la expedición de Caridad Mercader a México en 1936.

De esta estancia en México data una anécdota protagonizada por Bartolomeu Costa-Amic, militante en aquella época del POUM, y que no hizo pública hasta 1994, al publicar sus memorias. Costa-Amic, junto con otros militantes del partido antiestalinista, había llegado a México en octubre de 1936, formando parte de una delegación que efectuaba una gira de propaganda para conseguir armas y dinero en aquel país. En sus memorias se atribuyó, en nombre de Andreu Nin, la responsabilidad de las gestiones que llevaron a que el presidente Lázaro Cárdenas concediese asilo a Trotski en México El 20 de noviembre, Caridad Mercader, vistiendo un mono de miliciano, y del brazo del dirigente sindicalista mexicano Lombardo Toledano, ocupó la cabecera de una marcha anual de conmemoración de la Revolución mexicana en la Ciudad de México. Según Costa-Amic, cuya primera mujer había coincidido con Caridad Mercader en el taller de costura de los almacenes La Innovación de Barcelona, habría reconoció a la dirigente comunista catalana y la habría increpado, diciéndole, en catalán: «Tú cabrona, has venido a organizar el asesinato de Trotsky», a lo que Mercader habría respondido con evasivas. Sin embargo, se ha señalado que en la fecha de la manifestación —el 20 de noviembre—, las fuentes de la época coinciden en establecer que aún no se había decidido conceder asilo a Trotski, lo que restaría credibilidad a las declaraciones de Costa-Amic. En todo caso, la expedición de Caridad Mercader retornó a España a finales de año haciendo escala en Estados Unidos, donde también llevó a cabo actividades propagandísticas. Tras partir de Nueva York en un buque en el que viajaba también un centenar de voluntarios estadounidenses que se dirigían a España para formar parte del batallón Lincoln, el 7 de enero de 1937 llegaba a España.
De vuelta de su gira norteamericana, Caridad Mercader supo que su hijo Pablo había muerto pocos días antes en el frente de Madrid. El 3 de enero, al inicio de la tercera batalla de la carretera de La Coruña, un tanque enemigo pasó por encima del nido de ametralladoras en el que se encontraba, cerca de Brunete. Fue Luis, que vivía aún con su padre, el que le comunicó, a su regreso de su periplo norteamericano, que Pablo había muerto en combate. Caridad le pidió entonces que se fuese a vivir con ella, a lo que Luis accedió, abandonando a su padre. En palabras de Luis, «mi padre era un simple ciudadano ajeno a lo que ocurría alrededor. Por el contrario, ellos [Caridad, Ramón y Pablo] eran unos héroes». Luis, que durante lo que llevaba de vida apenas había vivido con su madre, vio la petición como una oportunidad de acercarse a ella, y accedió. Nunca volvería a ver a su padre. Madre e hijo vivieron en un palacio situado en el paseo de la Bonanova, en Sarrià, que había sido requisado por Ramón, y que había pertenecido a un familiar de los Mercader. El palacio servía también de sede del Estado Mayor del batallón comandado por Ramón, el Jaume Graells, que recibía la instrucción en un antiguo convento —conocido como cuartel Vorochilov— situado en las inmediaciones.
En esa época, Caridad Mercader fue nombrada responsable de la Agrupación de Mujeres Antifascistas, pero se fue desentendiendo progresivamente de las tareas de movilización y propaganda a medida que se implicaba más en labores relacionadas con la policía política soviética, que la había reclutado a principios de ese año. No obstante, junto con otras militantes del PSUC, participó en los combates que se produjeron durante las Jornadas de mayo de 1937 —según su hijo, transportando armamento y municiones para las fuerzas comunistas que tomaron parte en la lucha—. Se conserva una instantánea de Agustí Centelles en la que Caridad Mercader aparece colaborando en la retirada de barricadas en Barcelona tras los sucesos. También se sabe que Marinello conoció a Caridad Mercader cuando viajó a España con motivo de su asistencia al II Congreso Internacional de Escritores para la Defensa de la Cultura, que tuvo lugar en julio de 1937. También en julio, y para que pudiera continuar estudiando, Caridad envió a Luis a París a vivir con su hermana Montserrat y su marido, que habían retornado a Francia, tras haber tenido grandes diferencias con Marty.

### Agente del NKVD

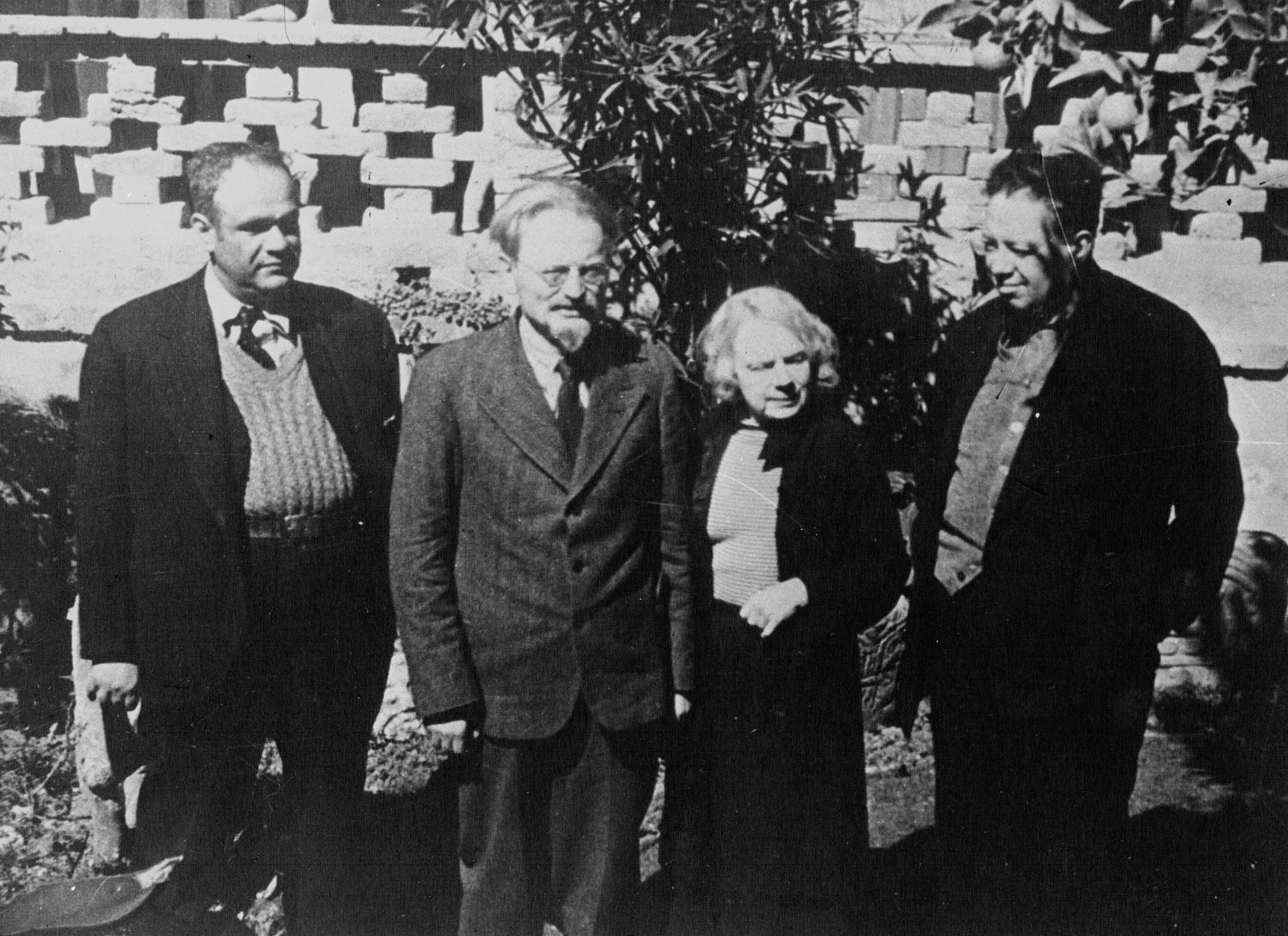
Trotski y su esposa, Natalia Sedova, junto con Diego Rivera (1º por la dcha.) en México en 1937.

La información disponible en los antiguos archivos soviéticos sobre Caridad Mercader no ha sido explorada sistemáticamente. Sí consta que fue reclutada a principios de 1937. Se conoce un episodio narrado por Luis Mercader según el cual, poco después de volver de México, en invierno de 1937 —Luis no precisó la fecha—, su madre y él visitaron a Ramón en el frente madrileño, donde se encontraba. Ramón y Caridad tuvieron una larga conversación, cuyo propósito fue, según Luis, convencer a Ramón de que se uniese también al NKVD. Meses después, en abril, Luis habría sacado sus conclusiones: «...me enteré de que mi madre estaba relacionada con los soviéticos (los llamábamos así). Después comprendí que mi hermano Ramón estaba relacionado con ellos». Por intermedio de Caridad Mercader, el NKVD reclutó también a otras comunistas españolas, como África de las Heras, o Carmen Brufau, amiga de Caridad.
Respecto a quién fue su introductor en el aparato de espionaje soviético, se han manejado habitualmente dos opciones: Erno Gerö y Leonid Eitingon. Gerö, que usaba el seudónimo de Pedro, era un comunista húngaro que se encontraba en Barcelona como delegado de la Internacional Comunista en el PSUC —desde 1932 lo había sido en el PCC— y jefe de la misión del NKVD en Cataluña. Según Luis, Gerö fue una persona muy cercana a su familia, que «pudo haber sido [...] eslabón entre los soviéticos y mi familia en esos años». Caridad le tenía «mucho aprecio». Sin embargo, la responsabilidad de reclutar a Caridad Mercader se ha atribuido tradicionalmente a Leonid Eitingon, al que podría haber conocido años antes en Francia. La documentación disponible en el Servicio Federal de Seguridad ruso (FSB, sucesor del KGB) confirma que fue este el reclutador de Caridad Mercader. Eitingon, un destacado oficial del departamento de Operaciones Especiales del NKVD, fue enviado a España pocas semanas después del inicio de la guerra, como adjunto de Alexander Orlov, jefe del NKVD en España. Residió varias temporadas durante la guerra en Barcelona —de hecho fue Eitingon quien hizo llevar a Luis Mercader al consulado soviético para protegerlo mientras duraron los combates de mayo de 1937—. Tras la deserción de Orlov en 1938, Eitingon, que actuaba con el seudónimo de general Kótov, quedó al frente de la misión del NKVD en España. Se ha especulado frecuentemente acerca de si Caridad Mercader y Eitingon —siete años menor que ella— fueron amantes. Gorkin lo afirmó con rotundidad. Historiadores como Robert Conquest o Hugh Thomas se pronunciaron en el mismo sentido, en tanto que Sudoplátov, el jefe del departamento de Operaciones Especiales del NKVD durante la Segunda Guerra Mundial, lo negó: «... esto hubiese ido en contra de las buenas prácticas profesionales. [...] eran buenos amigos pero no físicamente íntimos, a pesar de la bien ganada reputación de Eitingon como un hombre de numerosas aventuras con mujeres.» También lo desmintió su hijo Luis: «Yo no creo que mi madre y Leoníd fueran amantes. [...] Mantenían unas relaciones sencillamente amistosas, fraternales, propias de camaradas comunistas. Esa es también exactamente la opinión de los hijos de Eytingón». Por su parte, Mary-Kay Wilmers subraya que Eitingon era un mujeriego. En todo caso, Eitingon fue el responsable de Ramón y Caridad Mercader dentro del NKVD.
Las noticias sobre la situación de Caridad a partir de mediados de 1937 son escasas y a veces contradictorias, estando casi siempre en relación con las andanzas de Ramón. Se admite generalmente que en el verano de dicho año, Ramón desapareció de España para recibir adiestramiento —así lo consignó Luis Mercader, que no citó dónde tuvo lugar dicho entrenamiento—. Aunque autores como Wilmers, Levine o Gorkin sostienen que fue en la Unión Soviética, la documentación conservada en el FSB registra que Ramón recibió su instrucción en Francia —eso coincide con lo expuesto por Luis Mercader, que sostuvo que Ramón estuvo por primera vez en la Unión Soviética en 1960, tras salir de la cárcel en México—. Por su parte, en su obra Special Tasks, Sudoplátov relató cómo cuando aún era un simple agente, asesinó en Róterdam a finales de mayo de 1938 al dirigente opositor ucraniano Yevhén Konovalets. En su huida hacia la Unión Soviética pasó tres semanas en Barcelona, donde habría conocido a Ramón Mercader. En el verano de ese año, Eitingon lo habría enviado a París desde Barcelona. Allí, Eitingon lo destinó a infiltrarse en las organizaciones trotskistas francesas. Aunque Stalin no había dado aún la orden de asesinar a Trotski, el NKVD había comenzado a preparar la operación, si bien Mercader aún no estaba involucrado directamente en el asunto. León Trotski, que había sido uno de los colaboradores más fieles de Lenin, vivía exiliado desde enero de 1937 en México, tras ser obligado a dejar Noruega por las presiones del gobierno soviético. Gracias a las gestiones de los trotskistas estadounidenses a través de Diego Rivera, el presidente mexicano Lázaro Cárdenas había accedido a concederle asilo.
Según el testimonio de Clemence Béranger, Ramón se habría trasladado a París —donde ya se encontraría su madre desde hacía «algún tiempo»— en alguna fecha indeterminada de 1938. Instruido por Eitingon, Ramón debía seducir a Sylvia Ageloff, una trabajadora social y trotskista estadounidense, a la que debería utilizar para introducirse en el entorno de Trotski. Ramón Mercader utilizaba la falsa identidad de Jacques Mornard, supuesto hijo de un diplomático belga. Ageloff llegó a París a finales de junio de 1938, de vacaciones y con el objeto de aprovechar el viaje para asistir a la reunión fundacional de la Cuarta Internacional. No sabía que su casual encuentro con Mornard-Mercader había sido preparado por la inteligencia soviética. Mercader sedujo a Sylvia Ageloff y continuó su relación con ella hasta la partida de esta a Nueva York, en febrero de 1939. A partir de entonces, continuaron escribiéndose, lo que no le impidió a Ramón probar otras formas de acercarse al círculo de Trotski. Tras su asesinato, Frida Kahlo declaró que había coincidido con Mercader durante su estancia en París (enero-abril de 1939). Este le habría pedido que le ayudase a encontrar una casa cerca del domicilio de Trotski en Coyoacán, en las afueras de México D.F., a lo que Kahlo se negó.
Por su parte, a pesar de que sus hijos Montserrat y Luis vivían también en París, Caridad no compartió alojamiento con ellos. Ramón, por su parte, vivía con su pareja, Lena Imbert. Inicialmente, su hijo Luis vivió con Montserrat y su marido, que habían vuelto de España con anterioridad. Posteriormente, a mediados de 1938, Caridad le obligó a irse a vivir a casa de la madre de Daniel Béranger. Luis y su madre se veían unas dos veces al mes. En marzo de 1939, Caridad arregló con Eitingon el traslado de su hijo Luis hacia la Unión Soviética, previendo el inicio de la Segunda Guerra Mundial.

### Intervención en el asesinato de Trotski: la operación Pato

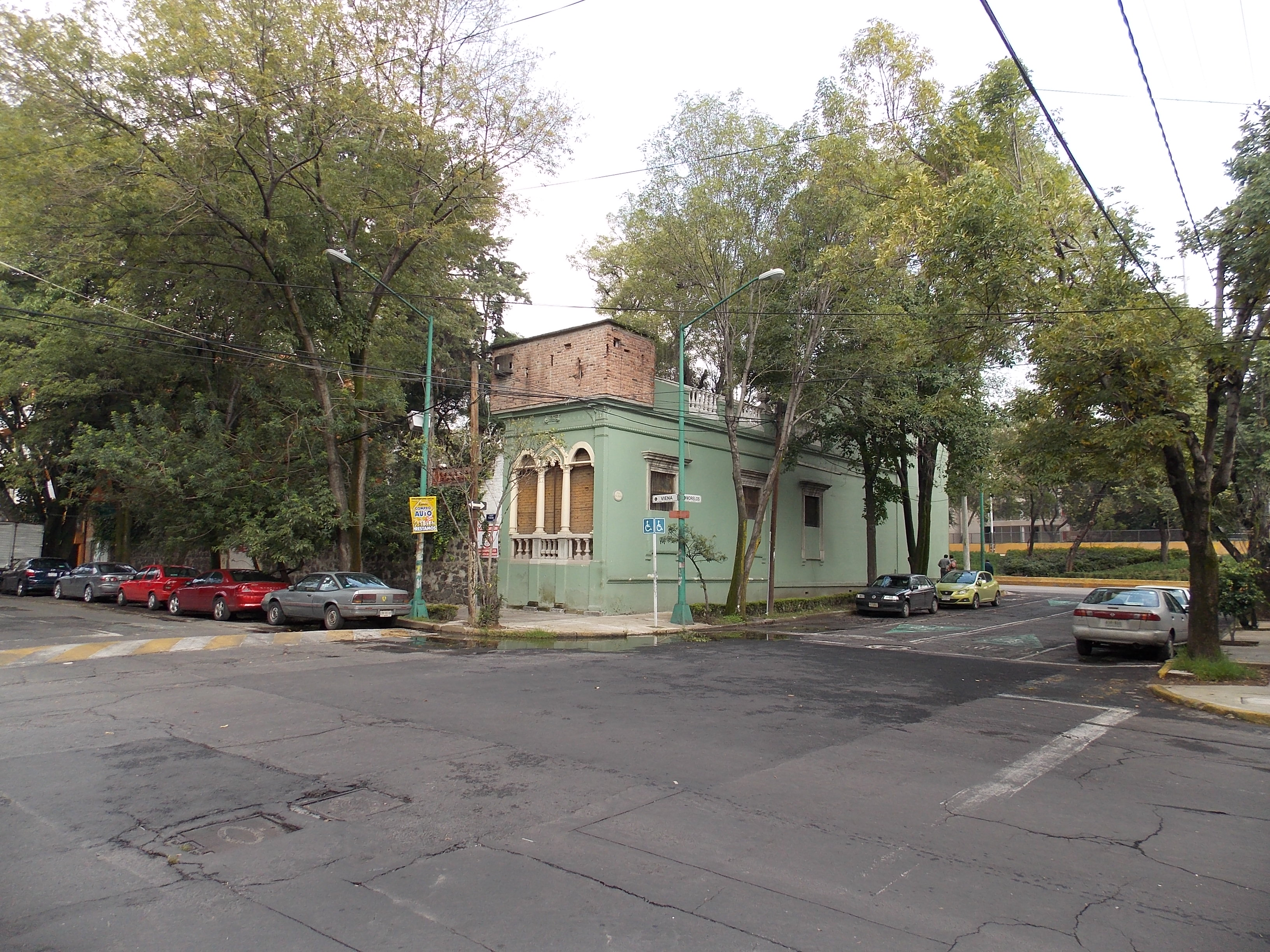
Estado actual de la casa de Trotski en Coyoacán, en la actualidad Museo Casa de León Trotsky.

En marzo de 1939, Sudoplátov, ya director del departamento de Operaciones Especiales, recibió de Stalin la orden explícita de acabar con la vida de Trotski. Eitingon, que acababa de llegar a Moscú, diseñó por orden de Sudoplátov la operación Utka (Pato). El plan no fue perfilado hasta julio y solo a principios de agosto fue aprobado personalmente por Stalin. La operación Pato comprendía varios operativos formados por comunistas españoles y mexicanos reclutados durante la Guerra Civil Española. Uno de ellos estaba dirigido por el muralista mexicano David Siqueiros y tenía el objetivo de asesinar al líder exiliado; el otro lo formaban Caridad y Ramón Mercader. Este debía ocuparse únicamente de labores de vigilancia y recogida de información. La participación de madre e hijo estaba prevista desde la primera versión del plan.
A principios del verano de 1939, Eitingon viajó a París acompañado por Sudoplátov desde la Unión Soviética y pasó un par de meses entrenando a Caridad y a Ramón. Ambos viajaron a Nueva York a finales de agosto. El estallido de la Segunda Guerra Mundial hizo que, desde Moscú, se dieran órdenes de suspender el traslado de Eitingon y los Mercader a América, pero dichas órdenes no fueron seguidas. Desde Nueva York, se cree que Caridad viajó a México pasando por Cuba —Ramón se quedó unas semanas en Nueva York antes de trasladarse a primeros de octubre a México, desde donde convenció a Sylvia Ageloff para que se reuniera con él—, aunque realmente no se sabe cuándo llegó efectivamente a México, ya que existe escasa información sobre el periodo que va de diciembre de 1939 hasta mayo de 1940. Por la documentación que obra en poder del FSB, se sabe que Eitingon, tras pasar algún tiempo en Nueva York, había viajado también a México y que Caridad, que también se encontraba en México, dejó el país y volvió temporalmente a Nueva York con escala en Cuba al haber sido reconocida —el viaje tuvo lugar el 21 de mayo—. La madrugada del 23 al 24 de mayo, un grupo de pistoleros encabezados por Siqueiros asaltó la casa de Trostki en Coyoacán sin llegar siquiera a herirlo.
Eitingon tuvo que informar del fracaso de la operación. La noticia llegó a Moscú a través de un mensaje llevado por un correo a Nueva York y radiado en clave desde allí a la capital soviética. A la llegada del mensaje, Stalin se enfureció y mandó llamar a Sudoplátov y Beria, que le explicaron que se pondría en marcha el plan alternativo. Sin embargo, el papel de Caridad Mercader en la nueva operación aparece como secundario y se desconoce cuáles fueron concretamente sus funciones dentro del operativo. Ramón llevaba varios meses en México, bajo una falsa identidad y como novio de Sylvia Ageloff, y se había dedicado únicamente a la recopilación de información, sin haber tratado personalmente a Trotski. Pocos días después del fallido intento llevado a cabo por el grupo de Siqueiros, Ramón Mercader conoció finalmente a Trotski a través de su relación con Ageloff. A finales de junio viajó por diez días a Nueva York para recibir instrucciones. Pocos días después de volver a México, Caridad retornó también. Después de varios meses en los que Ramón cultivó la relación con líder exiliado, el 20 de agosto de 1940 entró en su casa y consiguió reunirse a solas con él, con la excusa de revisar un artículo que había escrito. Allí le asestó un golpe en la cabeza con un piolet. Según contó Sudoplátov, inicialmente Eitingon y Caridad Mercader habían planeado un ataque contra la casa de Trotski en el momento en el que Ramón estuviera dentro. Este aprovecharía la confusión para disparar contra su objetivo. Ramón se mostró en desacuerdo con el plan y decidió encargarse él mismo de asesinar en solitario a Trotski.
Trotski moriría al día siguiente. Según el plan acordado, Caridad Mercader y Eitingon esperaban a Ramón en las inmediaciones de la casa-fortaleza de Trotski en un coche —otras fuentes hablan de dos— para ayudarle a escapar. Se dieron cuenta de que el atentado se había llevado a cabo en cuanto observaron el ajetreo y oyeron las sirenas de la policía, sin que Ramón hubiese salido, ante lo cual huyeron del lugar y abandonaron con rapidez el país. No obstante, según el testimonio del que luego sería abogado de Ramón Mercader, Eduardo Ceniceros, fue Caridad quien, antes de salir ilegalmente del país, hizo las gestiones necesarias para que su hijo recibiese asistencia letrada. El elegido, a sugerencia de Lombardo Toledano, fue Octavio Medellín Ostos. Caridad no le reveló la identidad del presunto asesino de Trotski ni que era su hijo: «Fíjese, licenciado, lo que ha hecho este chico. Es hijo de una queridísima camarada que se encuentra fuera de México y yo, en razón de esa amistad con la madre, he venido a solicitar que se hagan cargo de su defensa».

### En la Unión Soviética

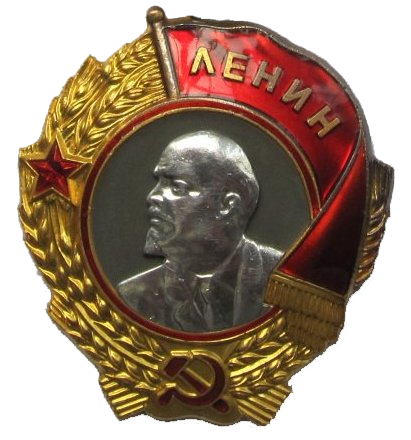
Insignia de la Orden de Lenin. Le fue otorgada a Caridad Mercader en 1941, tras su llegada a la Unión Soviética.

Caridad Mercader y Eitingon viajaron a Cuba desde México, y permanecieron allí escondidos. Las versiones de la documentación de los archivos del FSB y de Sudoplátov difieren, no obstante, en algunos puntos (la ruta que siguió Eitingon después de dejar Cuba) pero coinciden en lo relativo a Caridad. Según Sudoplátov, ambos permanecieron en Cuba durante seis meses, lo que es congruente con el tiempo que tardó en llegar a la Unión Soviética. Mantuvieron desde allí el contacto con Ramón a través de los abogados que se encargaban de su defensa. Ofelia Domínguez Navarro, jurista, escritora y militante comunista cubana formó parte del equipo defensor de Ramón Mercader en México. Según su libro de memorias 50 años de mi vida (1971), fue secretamente contratada en La Habana por una misteriosa mujer española que podría haber sido la propia Caridad Mercader. Sin embargo, a partir de este punto, las versiones difieren. La documentación del FSB afirma que Eitingon habría dejado en Cuba a Caridad y llegado a la Unión Soviética haciendo escala en Europa. Sudoplátov, en cambio, narró que ambos dejaron Cuba rumbo a Nueva York, que cruzaron el país hasta California, donde Eitingon contactó con los agentes que había reclutado durante su misión en Estados Unidos, y que desde San Francisco atravesaron en barco el Pacífico y llegaron a Moscú en el Transiberiano. La ruta seguida por Caridad según los archivos del FSB es similar.
El 17 de junio, Lavrenti Beria, el director del NKVD, organizó un gran recibimiento en el transcurso del cual el presidente del Presidium del Sóviet Supremo de la Unión Soviética, Mijaíl Kalinin, condecoró a Caridad Mercader con la Orden de Lenin. Fue la primera mujer extranjera en obtenerla —para Ramón se reservaba la estrella de Héroe de la Unión Soviética—. Caridad recibió un apartamento que, para los estándares de Moscú, era un lujo; a él se iría a vivir con su hijo Luis, que se encontraba en el país desde hacía casi dos años. Sin embargo, apenas pudieron estar juntos unos meses porque, al producirse la invasión alemana de la Unión Soviética, tuvieron que separarse de nuevo. Luis se alistó en el Ejército Rojo tras adquirir la ciudadanía soviética, necesaria para unirse a la milicia.
A pesar de las insistentes peticiones que hicieron los exiliados para alistarse y defender así a la Unión Soviética, la patria del socialismo, la respuesta inicial fue negativa, tanto por ser extranjeros como por la necesidad que habría en el futuro de utilizar a esos cuadros en sus países de origen. Ante la insistencia de los exiliados —no solo de los españoles—, en julio de 1941 se permitió que se alistaran en una unidad militar dependiente del departamento de Operaciones Especiales del NKVD: la Brigada Motorizada Independiente de Tiradores de Designación Especial (OMSBON), que llegó a contar con 20 000 miembros. En esta unidad había voluntarios de distintos países, y fue una de las unidades encargadas de la defensa de Moscú, así como del mantenimiento del orden en la ciudad. En la OMSBON se creó una compañía, la Cuarta, compuesta por poco más de un centenar de voluntarios españoles. Durante el cerco de Moscú, la compañía «española» protegió el centro de la ciudad, sin llegar a entrar en combate. En esta compañía se alistaron Luis Mercader —que en agosto recibió destino como oficial de transmisiones—, y varias exiliadas españolas —entre ellas Lena Imbert y África de las Heras—. Caridad estuvo unas semanas con ellas en el campo de entrenamiento de la compañía, pero, según las memorias de Sebastià Piera, militante del PSUC, desapareció antes del final de la batalla de Moscú. Su hijo Luis tuvo varios destinos, pero volvió a la capital en varias ocasiones —a principios de 1942 y durante el verano de dicho año—. Según su testimonio, su madre seguía viviendo en su apartamento. En febrero de 1943, Luis fue desmovilizado y entró a estudiar ingeniería en Moscú, volviendo a vivir con Caridad.
Según el diario de Dimitrov, Caridad permaneció allí hasta finales de 1944 y trabajó en el servicio en francés de la radio exterior soviética. Vivía con ella Lena Imbert, la compañera de su hijo, que murió en abril de 1944 de tuberculosis, en el sanatorio donde trabajaba el doctor Carlos Díez Fernández —la dirección del PCE negaba la existencia de tuberculosis entre la emigración española—. Luis Mercader dio, sin embargo, la fecha de 1943 para la muerte de Lena Imbert y afirmó que, tras pasar por un sanatorio, falleció en la casa de Caridad.
Durante su estancia en la Unión Soviética, Caridad Mercader mantuvo profundas discrepancias con Dolores Ibárruri, Pasionaria. Dos fueron las áreas en las que se manifestaron las divergencias entre ambas. Por una parte, Caridad apoyó a Jesús Hernández y Enrique Castro Delgado, los cuales, tras la muerte de José Díaz, se enfrentarían a Ibárruri para hacerse con el control del PCE. Según Luis Mercader, Hernández y Castro Delgado «venían por casa a diario, y los tres se pasaban muchas horas hablando». De hecho, según el testimonio de Líster, cuando tanto él como el resto de jefes militares que habían apoyado inicialmente a Hernández —Modesto y Cordón— expresaron su adhesión a la nueva secretaría general, Pasionaria, Caridad Mercader y Carmen Parga —la esposa de Manuel Tagüeña— dirigieron hacia ellos ácidas críticas: «[Nuestro acercamiento a Dolores] nos ha valido que alguno nos haya dicho en la cara que hemos perdido los cojones de comunistas». La otra área de desencuentro fue la participación de los exiliados españoles en las operaciones del NKVD. Mientras que Pasionaria no estaba siempre de acuerdo con la utilización discrecional que los servicios de espionaje soviético hacían de los exiliados españoles —sobre todo del PSUC—, sin consultar al PCE, Caridad era una decidida defensora del espionaje soviético y creía que había que hacer todo lo que pidieran, ya que la Unión Soviética era la «Madre Patria». Uno de los exiliados españoles alistados en el NKVD fue Sebastià Piera, que contó con el aval de la propia Caridad Mercader para su ingreso. Piura la describió así durante sus años en la Unión Soviética: «...una mujer excepcional que se sentía psuquera y muy vinculada a Cataluña. Siempre que podía nos invitaba a comer y cocinaba para los catalanes».
Basándose en la información que Enrique Castro Delgado le habría proporcionado en 1960, Julián Gorkin atribuyó a Caridad Mercader diversas misiones encargadas por el NKVD, como la participación en el fallido atentado que perpetró el espionaje soviético contra Franz von Papen, embajador de la Alemania nazi en Turquía el 24 de febrero de 1942. Su hijo Luis, que permaneció en Moscú la mayor parte de la guerra, sostuvo lo contrario: que Caridad no participó en ninguna misión del NKVD, «entre otras cosas porque estaba quemada por su trabajo». De hecho, según Luis Mercader, en el periodo transcurrido entre su estancia en la OMSBON y su salida del país, «Caridad se pasaba los días sentada en la cama, vestida, con almohadas detrás de la espalda, el pitillo en la boca, tomando café tras café, y tejiendo». En total contraposición, Castro también le atribuyó misiones en Suecia, Noruega, Dinamarca, Holanda y Bélgica, en las que habría estado involucrada en el asesinato de unas treinta personas. Igualmente, habría vigilado por cuenta del NKVD a los dirigentes del partido comunista búlgaro refugiados en la Unión Soviética, muchos de los cuales habrían terminado siendo ejecutados. Sudoplátov situó entre 1941 y 1943 a Caridad Mercader en Taskent, algo que fue negado tajantemente por su hijo Luis.
Existen varios testimonios que atribuyeron a Caridad Mercader haber intervenido para que exiliados españoles pudiesen abandonar la Unión Soviética. Manuel Tagüeña afirmó que Caridad ayudó a españoles que querían dejar el país a ingresar en el NKVD, logrando de esta forma que pudiesen salir de la Unión Soviética. El propio doctor Díez Fernández, que atendía a la mayor parte de la colonia española en Moscú, fue uno de ellos. Castro Delgado corroboró este testimonio exponiendo que, tras la derrota de Hernández y la suya propia en la pugna por el poder en el partido comunista español, fue purgado en el verano de 1944. A pesar de su expulsión del partido, Caridad le proporcionó ayuda y fue una de las personas que intercedió por él para que pudiera salir de la Unión Soviética, ya que la dirección del PCE se negaba a que dejase el país —no lo logró hasta finales de 1945—.
Por otro lado, y según el testimonio de su hijo, en esta época Caridad protagonizó escenas de gran dramatismo: «De vez en cuando mi madre se ponía histérica y decía cosas inimaginables, gritando que se iba a matar y yo tenía que quitarle la pistola de las manos». No obstante, Luis también sospechó que podría tratarse de una táctica para presionar a las autoridades soviéticas para que estas se preocupasen de la suerte de su hijo Ramón. En estos años, también corrió el rumor de que Caridad había vuelto a consumir drogas, que le eran suministradas, bajo supervisión, por el doctor Díez Fernández, que había tratado a Lena Imbert y visitaba la casa con regularidad. Durante la guerra, su hija Montserrat permaneció en Francia, donde trabajó para las organizaciones comunistas de la Resistencia Francesa. Jorge, que también permaneció en Francia, enfermó de osteomielitis. Cuando se dirigía con su esposa a la Unión Soviética para tratarse, Hitler inició la Operación Barbarroja. La pareja estaba cruzando Alemania en ese momento y Jorge fue detenido e internado en un campo de concentración alemán, en el que pasaría los siguientes cuatro años, hasta el final de la guerra.
Finalmente, en febrero de 1945 Caridad recibió la autorización para abandonar la Unión Soviética. A esas alturas Caridad estaba «muy delgada y demacrada». Había perdido 34 kilos de peso desde su llegada cuatro años antes. Al respecto, Gorkin reprodujo en su libro sobre el asesinato de Trotski las ya citadas confidencias que Caridad Mercader le habría hecho a Castro Delgado durante el periodo anterior a su salida del país: «Nos han engañado, Enrique. [...] Esto es el peor infierno que haya existido jamás. Nunca podré habituarme a él. No tengo más que un deseo, un pensamiento: huir, huir lejos de aquí. [...] Aniquilan tu voluntad, te obligan a matar y te hacen morir a continuación, de un golpe o de un disparo, o a fuego lento, como a mí me hacen morir en este momento. Ahora ya no me necesitan, ¿comprendes?» A continuación le habría confesado su participación y la de su hijo en el asesinato de Trotski: «He hecho de Ramón un asesino [...] De mi pobre Luis, un rehén, y de mis otros dos hijos unas puras ruinas. ¿Y cuál ha sido mi recompensa a cambio de eso? ¡Cuatro porquerías! [en referencia a la medalla de la Orden de Lenin y a la de Héroe de la Unión Soviética concedida a Ramón]». Según Castro Delgado, poco antes de que Caridad saliera del país, Luis Mercader le habría confesado su disgusto por el hecho: «Mi madre se va a Cuba, y luego indudablemente, se presentará en México, pero me sacrifica al dejarme aquí. Ella sabe, sin embargo, que yo odio todo esto y que daría la mitad de mi vida por irme. No me hago ilusiones: no podré salir jamás de la Unión Soviética». En cambio, Luis desmintió en su obra su condición de rehén, sosteniendo que su situación en la Unión Soviética siempre fue ventajosa, lo que le permitió desarrollar su vocación de ingeniero, algo que le satisfizo mucho más que las tareas a las que se dedicaron su madre y su hermano. De hecho, Luis se alegró de la marcha de su madre —«cuando me enteré de que mi madre se iba a marchar me alegré mucho: para mí fue como una liberación»—. Según Gorkin fue finalmente el propio Beria, el director del NKVD, quien autorizó su salida, con la condición de que se instalase en Cuba. Caridad hizo caso omiso y una vez fuera de la URSS viajó, vía Turquía, a México.

### Retorno a México: la operación Gnomo

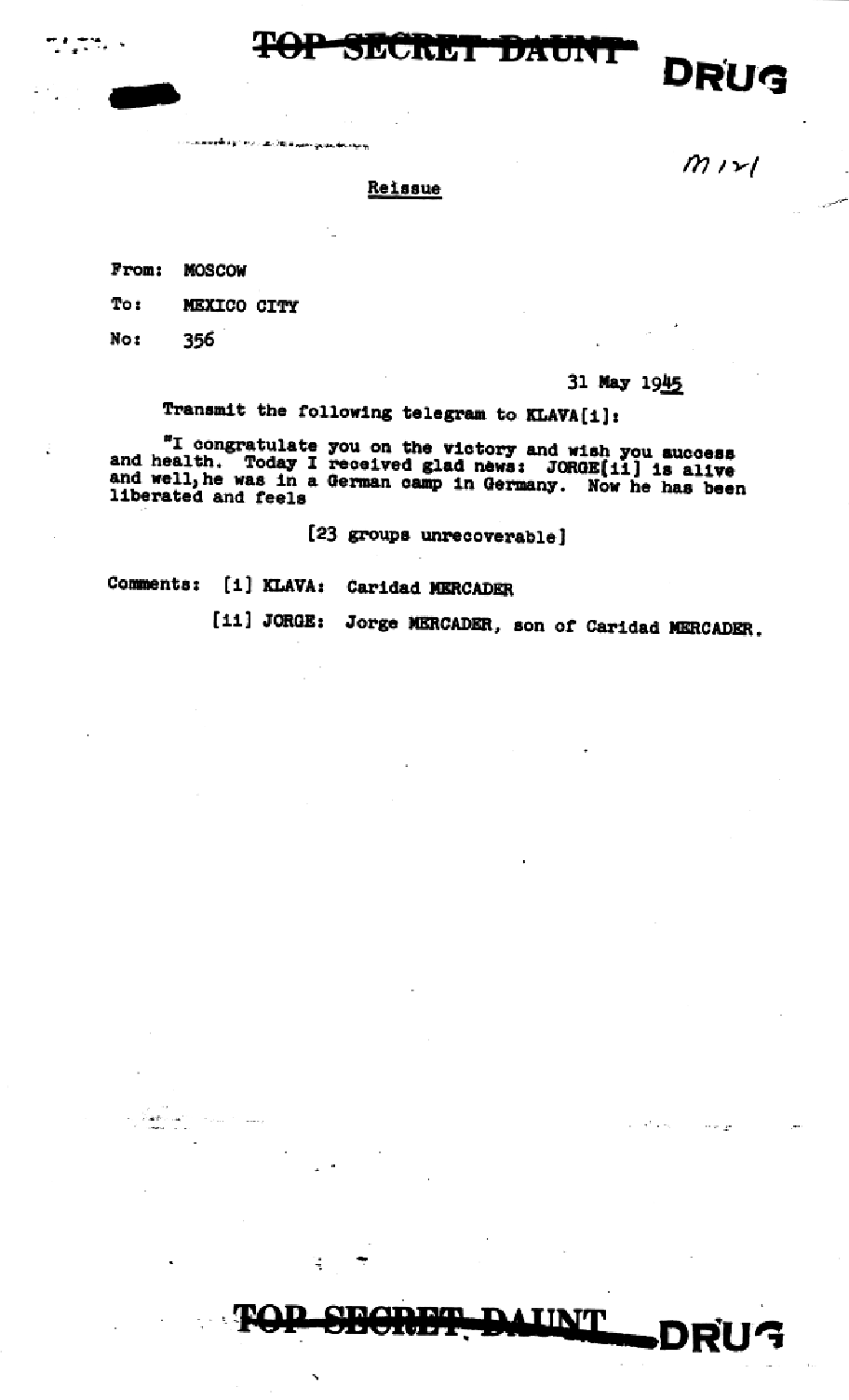
Mensaje recibido por la rezidentura del NKVD en México el 31 de mayo de 1945. En él se informa de que Jorge Mercader, hijo de Caridad, había sido liberado de un campo alemán de prisioneros de guerra.

Durante 1943, Stalin tomó la decisión de intentar sacar de la cárcel a Ramón Mercader y ordenó que se preparara una operación para conseguirlo. Las primeras referencias al plan datan del 30 de mayo de dicho año. A finales de año, la Unión Soviética abrió embajada en México, lo que proporcionó cobertura legal a la estación del NKVD —rezidentura, en la terminología soviética— en dicho país. Sus principales objetivos eran dos: dar cobertura a las operaciones de espionaje que los soviéticos estaban desarrollando para conseguir los secretos de la bomba atómica estadounidense y sacar a Mercader de la cárcel. La operación, con el nombre clave de Gnomo —que era el nombre asignado a Mercader—, estudió diversas estrategias para que Mercader huyera de prisión, en la que debían intervenir agentes soviéticos y comunistas mexicanos y españoles exiliados en el país. En verano de 1943, antes de la apertura de la legación diplomática, Jesús Hernández —con el nombre clave «Pedro»— fue enviado a México junto con Francisco Antón. Además de las tareas relacionadas con la reorganización del PCE en el país americano —parte también de su intento por tomar el control del partido sucediendo al recién fallecido José Díaz como secretario general—, Hernández también trabajaba para el NKVD y tenía como objetivo reforzar el trabajo de la rezidentura en México y de las operaciones que llevaba a cabo.
A finales de 1943 el rezident soviético diseñó un plan por el que Mercader podría huir durante una de las salidas de la cárcel para ir a declarar al juzgado. Aprovechando una reducción de la guardia que había de custodiarlo, Mercader sería introducido en un coche y sacado del país. Eitingon, bajo el nombre clave de «Tom», debía coordinar el plan. La operación, que se desarrolló durante 1944 y principios de 1945, resultó un fiasco. A la incapacidad, la desconfianza y las rencillas entre los agentes soviéticos, españoles y mexicanos, se unió la inesperada llegada de Caridad Mercader a México en marzo de 1945. Al parecer se embarcó personalmente en una serie de gestiones con autoridades mexicanas para conseguir la libertad de su hijo. De hecho, según Ceniceros, madre e hijo incluso pudieron verse personalmente, fuera de la prisión. El NKVD mostró desde el principio su incomodidad con la presencia de Caridad en el país —los primeros mensajes entre México y la Unión Soviética, en los que se le asigna el nombre en clave de Klava, datan de marzo de 1945: «En lo sucesivo, considere que la presencia de KLAVA [Caridad Mercader] en la CAMPIÑA [México] complica grandemente el projecto [sic] GNOMO»—. Gorkin va más allá, afirmando que el equipo sobre el terreno del NKVD llevó a cabo dos intentos de matarla, no se sabe si reales o fingidos, con el objeto de asustarla y que dejase el país.
La aparición en escena de Caridad Mercader y sus gestiones habrían alertado a las autoridades mexicanas, que endurecieron el régimen carcelario de Ramón, de forma que los intentos de conseguir su huida habrían resultado infructuosos. Como expuso Luis, «[Caridad] conocía a mucha gente importante de allí [...] y, probablemente, fue implorando de uno a otro. Pero lo que hizo fue levantar la liebre y como consecuencia se derrumbó todo lo que se había organizado». A consecuencia de ello, los soviéticos ordenaron a Caridad que dejase México de inmediato, y no volvieron a plantearse más intentos para sacar a Ramón Mercader de la prisión, el cual tuvo que cumplir completa su pena de veinte años de reclusión. Casi todos los autores que han tratado el tema, al igual que el propio Ramón, atribuyeron el fracaso, en todo o en parte, a la presencia de Caridad allí. De hecho, Ramón nunca perdonó a su madre por su interferencia en la operación y la consideró responsable del periodo adicional que tuvo que pasar encarcelado: «Tuve que pasar dieciséis años de cárcel por su culpa». Sin embargo, jamás se lo echó en cara.

### La relación de Caridad con su hijo Ramón
Numerosos historiadores y publicistas han presentado a Caridad Mercader como una persona fanatizada que empujó a su hijo al asesinato. Leonardo Padura describió a Caridad de la siguiente forma: «Caridad del Río no solo había sido quien educó a su hijo en el odio y lo puso en contacto con los oficiales del tétrico NKVD soviético encargados de concebir y ejecutar el asesinato, sino que lo alentó e impulsó en su misión hasta esa misma tarde del 20 de agosto, cuando a bordo de un auto y en compañía del creador del plan, vio entrar a Ramón Mercader en la casa de Trotsky y en las cloacas de la historia del siglo». Similar análisis hizo Gorkin cuando afirmó en primer lugar que «un tenebroso aparato policíaco convirtió a Caridad en una terrorista, madre de un asesino», añadiendo que Ramón fue sacrificado al «fanatismo ciego que profesaba». La descripción sería corroborada con las confidencias que, según Castro Delgado, le había hecho Caridad durante su estancia en la Unión Soviética: «He hecho de Ramón un asesino».
Luis Mercader, sin embargo, proporcionó una versión totalmente distinta. Según el pequeño de los Mercader, Caridad no habría tenido una gran influencia ni sobre Ramón ni sobre ninguno de sus hijos, debido a que, en realidad, vivió poco tiempo con ellos. También citó cómo su hermano le había contado que fue él quien se ofreció voluntario para cometer el asesinato, simplemente por ayudar a Eitingon a cumplir su misión.
Por su parte, Gregorio Luri apunta una tesis novedosa para justificar el que Caridad reclutase a su hijo, lo que a la postre lo puso en el camino de cometer un magnicidio. Según Luri, Caridad reclutó a su hijo para alejarlo del frente y que no corriese la suerte de su hermano Pablo, muerto en acción de combate unas semanas antes.

### Últimos años: París

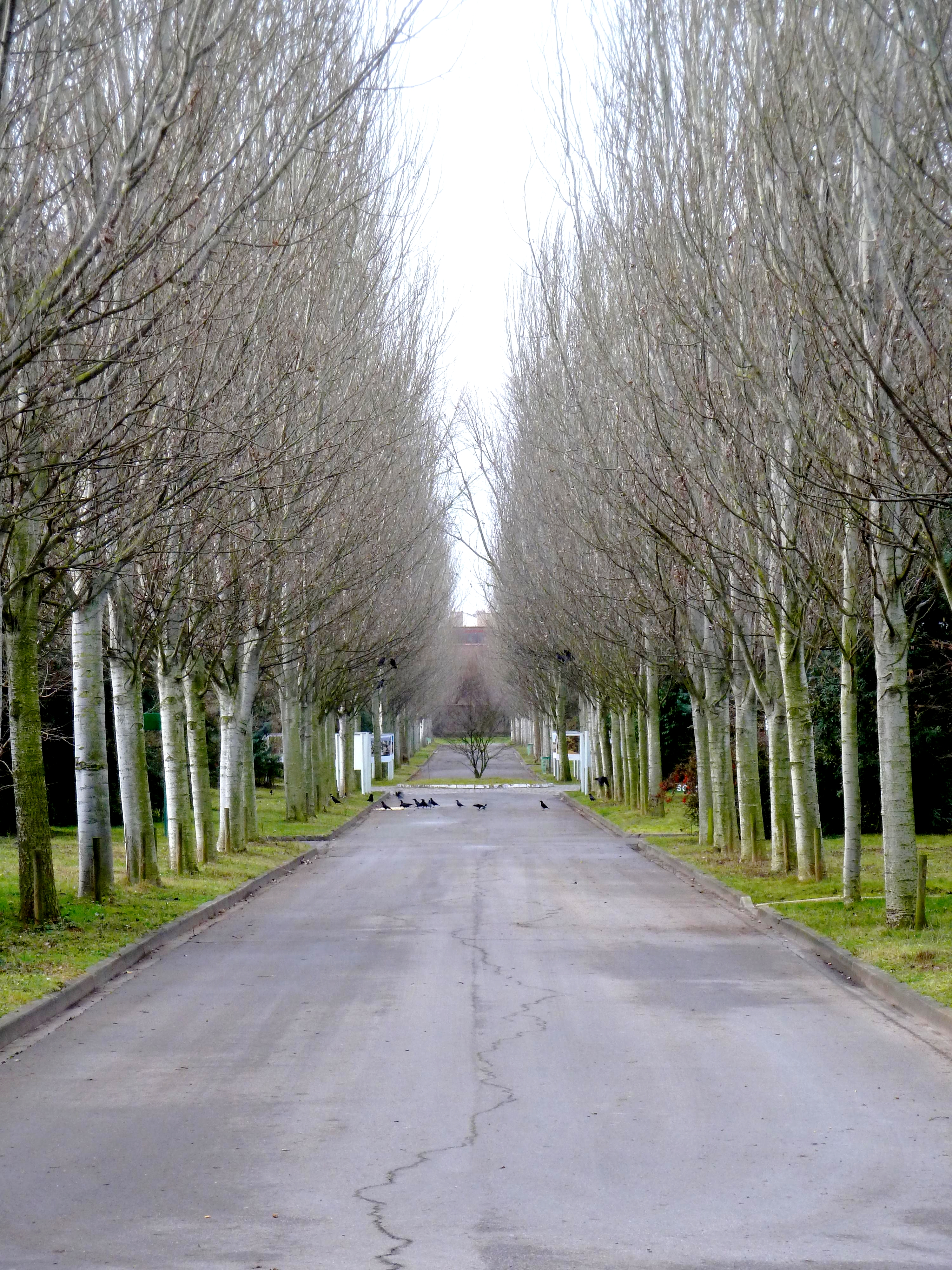
Cementerio parisino de Pantin, donde fue enterrada Caridad Mercader en 1975.

Caridad abandonó México en noviembre de 1945 y recibió autorización para instalarse en París, donde vivió con pasaporte cubano hasta su muerte. Se estableció en un piso de la calle Rennequin, 25, cerca del Arco de Triunfo y recibió durante toda su vida una pensión del gobierno soviético. En la capital francesa vivían también sus hijos Jorge y Montserrat, a los que veía regularmente —existen fotos de Caridad dándole el biberón a Jean, hijo de Montserrat, en 1963—.
Tras producirse la Revolución Cubana, el músico Harold Gramatges fue nombrado embajador cubano en Francia y contrató a Caridad Mercader para dirigir las relaciones públicas de la embajada de Cuba en París. Trabajó allí entre 1960 y 1967. De acuerdo con su hijo Luis, «organizaba recepciones, los protocolos, y recibía personalidades francesas y de otros países», tal como le relató el propio Gramatges en 1978. Sin embargo, en sus memorias, Vidas para leerlas, el escritor cubano Guillermo Cabrera Infante —que fue enviado en 1962 a Bruselas como asesor cultural de la embajada cubana— la menciona, aludiendo a una «vieja seca y desagradable» que había sustituido como recepcionista de la embajada a la «hermosa habanera» que había antes. Según Cabrera Infante, Gramatges le decía que «Cachita» —aludiendo a su nacimiento en Santiago de Cuba— era «más estalinista que Stalin». Luis Goytisolo, que colaboró en aquella época con la Revolución Cubana, conoció a Caridad Mercader en la embajada parisina antes de viajar a Cuba durante la crisis de los misiles. Según Goytisolo, fue Martha Frayde, representante de Cuba ante la Unesco entre 1962 y 1965, quien le reveló la identidad de la recepcionista de la embajada, pidiéndole que se lo comunicase al ministro de Asuntos Exteriores cubano Raúl Roa. Goytisolo añadió que Roa, al conocer del asunto, hizo regresar a Caridad a Cuba. Aunque existe una foto de Caridad Mercader en Cuba en 1962, el testimonio de Luis Mercader no menciona que su madre se hubiese trasladado a Cuba durante un periodo largo de tiempo ni que hubiese sido despedida de su trabajo en la embajada cubana.
El 6 de mayo de 1960 Ramón Mercader acabó su condena, y pudo viajar a Moscú con un pasaporte checoslovaco. Allí, donde seguía viviendo su hermano Luis, se estableció con su esposa Roquelia. A partir de aquel momento Caridad viajaría esporádicamente a la URSS a visitar a sus hijos y nietos. Según su hijo Luis, nunca pudo adaptarse a la vida en la Unión Soviética y le atribuye la frase «[yo] solo sirvo para destruir el capitalismo, pero no sirvo para construir el comunismo». A pesar de los esfuerzos que hacían sus hijos para hacerle a Caridad más confortables sus visitas, siempre era sin resultado. Para Luis, su madre nunca pudo reconocer el fracaso del comunismo y que habían luchado «por una utopía». También añadió que «[se] volvía a París enferma, completamente desanimada y desilusionada. Pero continuaba con testarudez siendo comunista, creyendo en su doctrina y adorando a Stalin».
En los últimos años de su vida la cuidaron su hijo Jorge y su nuera, Germaine. Murió en 1975, a los 82 años, meses antes de la muerte del dictador Francisco Franco en España. Fue enterrada en el cementerio parisino de Pantin, en una tumba que compartió con su yerno, el marido de su hija Montserrat. La embajada soviética en París se hizo cargo de los funerales y del entierro.